# Shatter
Shatter - minialbum szwajcarskiej grupy muzycznej Triptykon. Wydawnictwo ukazało się 25 października 2010 roku nakładem wytwórni muzycznej Prowling Death Records w kooperacji z Century Media Records. W ramach promocji do utworu tytułowego został zrealizowany teledysk, który wyreżyserował Philipp Hirsch.
Utwory "Shatter" i "I Am the Twilight" zostały zarejestrowane w Woodshed Studio w Landshut w Niemczech pomiędzy sierpniem a listopadem 2009 roku. Utwór "Crucifixus" został nagrany w studiu Transmutation w Zurich w Szwajcarii na przestrzeni 2005 i 2008 roku. Utwory z "Circle of the Tyrants" i "Dethroned Emperor" pochodzące z repertuaru Celtic Frost zostały nagrane podczas występu Triptykon na Roadburn Festival w Tilburgu 16 kwietnia 2010 roku. Miksowanie odbyło się Woodshed Studio pomiędzy listopadem a grudniem 2009 oraz w styczniu 2010 roku. Z kolei mastering został wykonany w Oakland Recording w Winterthur w Szwajcarii w listopadzie 2009 roku i Woodshed Studio w lipcu 2010 roku.
Nagrania uplasowały się na 8. miejscu fińskiej listy przebojów.

## Lista utworów
Opracowano na podstawie materiału źródłowego.
1. "Shatter" - 04:48
2. "I Am the Twilight" - 07:59
3. "Crucifixus" (gościnnie: A. Acanthus Gristle) - 04:18
4. "Circle of the Tyrants" (cover Celtic Frost) - 05:12 (live)
5. "Dethroned Emperor" (cover Celtic Frost; gościnnie: Nocturno Culto) - 05:18 (live)